# Artes Regong
As artes Regong (ou artes Rebgong) são artes populares cuja temática é o Budismo Tibetano. Incluem pintura, escultura, gravação, arquitetura, e bordados. Associam-se às comunidades no condado de Tongren e ao longo do rio Rongwo que cruza a atual prefeitura autónoma tibetana de Huangnan na província de Qinghai, na República Popular da China. 

## Importância cultural
Nos mosteiros e aldeias na bacia do rio Longwu, na província de Qinghai na China ocidental, monges budistas e artistas populares das etnias tibetana e Tu carregam a tradição das artes conhecidas pelo nome genérico Regong: pinturas Thangka e murais com frescos, trabalhos de padrões barbola e esculturas. A influência destes expressão artística se estende para as províncias vizinhas e atinge os países do Sudeste Asiático. O thangka, a arte de pintar pergaminhos religiosas em honra de Buda, é aplicar uma escova especial com cores naturais para tecidos com motivos desenhados em carvão. Para a preparação de padrões barbola, destina-se a ser usado como mantas ou ornamentos para colunas, e utilizadas as formas de tecido de planta e animal cortados para criar um efeito de relevo suave. As esculturas Regong, executadas em madeira, barro, pedra ou tijolo são usadas para a ornamentação de vigas, painéis de parede, servindo mesas de chá e armários tanto de templos como de casas particulares. As técnicas de fabrico são passadas entre gerações, ou por mestres a aprendizes, e em conformidade com as instruções dos antigos livros de pinturas budistas, que definem as linhas de desenho e formas, a harmonia de cores e motivos das obras. Características da religião budista tibetana, e expoentes de características regionais únicas no seu tipo, as artes Regong encarnam a história espiritual e a cultura tradicional da região, e ainda hoje continuam fazendo parte da vida artística da população.
Em 2009 a UNESCO inscreveu as artes Regong na lista representativa do Património Cultural Imaterial da Humanidade.